# The Monster (film din 1925)
The Monster este un film de groază american din 1925, regizat de Roland West. Rolurile principale sunt interpretate de actorii Lon Chaney, Johny Arthur și Gertrude Olmstead.

## Distribuție
- Lon Chaney
- Johny Arthur
- Gertrude Olmstead